# 江馬次郎
江馬 次郎（えま の じろう）は、平安時代後期の武士。読み本系の『平家物語』諸本や『曽我物語』などの物語類にのみ登場し、同時代史料や『吾妻鏡』など後世の編纂史料には見えない。

## 呼称について
苗字を江間、江葉とするものもあるがいずれも「えま」と読む。延慶本『平家物語』や『源平盛衰記』では「エマノ小次郎」、『源平闘諍録』では「江葉の小次郎近末」、真名本『曽我物語』では「江馬次郎」、流布本『曽我物語』では「江間小四郎」と記される。

## 略歴
伊豆国田方郡江馬庄（現静岡県伊豆の国市江間）の人物と考えられ、主に『曽我物語』にその名が見られる。永暦元年（1160年）に平治の乱で敗れて伊豆に流罪となっていた源頼朝は、当地の武士・伊東祐親の三女（八重）と密通して千鶴御前という子を儲けたが、祐親に露見するや千鶴は殺され、その生母も奪い返されてしまった。そして祐親がその娘を再嫁させた相手が江馬次郎であった。治承4年（1180年）に平家打倒のために挙兵した頼朝は、石橋山の戦いで一度は敗れながらも再起し富士川の戦いで平家方を撃退するなど関東平定を進めたが、江馬次郎は寿永2年（1183年）に平家と源義仲が戦った篠原の戦いで平家に従って討たれた。一説にはその遺児は北条義時が引き取り、後年義時を烏帽子親として江馬小次郎と称したという。